# 제2차 신성 전쟁
제2차 신성 전쟁(고대 그리스어: Δεύτερος ιερός πόλεμος, 기원전 449년 - 기원전 448년)은 델포이를 놓고 겨룬 두 번째 신성전쟁이다. 제2차 신성 전쟁은 제1차 펠로폰네소스 전쟁의 일부이기도 또한 신성한 전쟁 중의 기간 가장 짧고 중요하지 않은 것이다.

## 개요
그리스에서도 유수한 신탁소를 갖춘 델포이의 합병을 전부터 노리고 있던 포키스 인들이 델포이의 신전을 점령한 것이 전쟁의 원인이었다. 이에 개입한 스파르타는 델포이로 군대를 진행, 델포이의 신전을 점령하고 델포이에게 반환했다. 반면 아테네의 정치가 페리클레스는 스파르타 군이 떠나자 곧 군대를 이끌고 델포이를 다시 점령하고 포키스의 현인들에게 주었다.